# Florent Boffard
Florent Boffard (né en 1964) est un pianiste classique et pédagogue français.

## Biographie
Florent Boffard a reçu sa première formation musicale au Conservatoire National de Région de Lyon. En 1976, il est élève de la classe de piano d'Yvonne Loriod au Conservatoire de Paris, où il obtient un premier prix. Il a complété ses études de piano avec Germaine Mounier. Il a également étudié la musique de chambre avec Geneviève Joy.
De 1988 à 1999, il était membre de l'Ensemble Intercontemporain, avec lequel il a créé de nombreuses œuvres de compositeurs contemporains, tels que Franco Donatoni, György Ligeti, Klaus Huber, Philippe Fénelon et Michael Jarrell. Il a joué, entre autres, Structures pour deux pianos de Pierre Boulez (avec Pierre-Laurent Aimard) et Sequenza IV, de Luciano Berio. Avec Isabelle Faust, il a enregistré la Sonate pour violon et piano no 2 de Béla Bartók. Pour Harmonia Mundi, il a publié en 2001 un enregistrement des études pour piano de Debussy et Bartók.
Comme pianiste concertiste, Boffard s'est produit entre autres aux festivals de Salzbourg, Berlin, Bath et Bruxelles et a travaillé avec des chefs tels que Pierre Boulez, Simon Rattle, Leon Fleisher et David Robertson.
Depuis 1997, il est professeur au conservatoire national supérieur de musique et de danse de Lyon, jusqu'en 2016, où il commence à enseigner au CNSMD de Paris. La Fondation Forberg-Schneider lui a décerné le Prix Belmont en 2001 pour sa contribution à la musique contemporaine.

## Enregistrements
- Arnold Schönberg : L’œuvre pour piano (éd. Mirare) ;
- Claude Debussy : Études ;
- Béla Bartók : 2e Sonate pour violon et piano, avec Isabelle Faust ;
- Pierre Boulez : Structures pour deux pianos, avec Pierre-Laurent Aimard ;
- Luciano Berio : Sequenza IV.

## Filmographie
- 1978 : Le Cavaleur de Philippe de Broca : Adrien Le Goff, jeune pianiste.